# Ciudad de Goriachi Kliuch

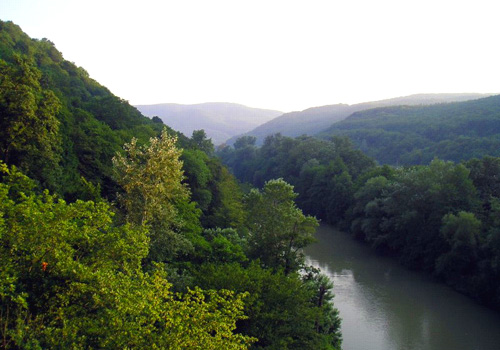
El río Psékups a su paso por el distrito.

La ciudad de Goriachi Kliuch (del ruso: Город Горячий Ключ) es una de las siete unidades municipales con estatus de ciudad independiente u ókrug urbano del krai de Krasnodar, en Rusia. Está situada en la zona central del krai. Limita al sur con el raión de Tuapsé, al oeste con el raión de Séverskaya, al norte con el raión de Tajtamukái, la ciudad de Adygeisk y el raión de Teuchezh de la república de Adiguesia, y al este con los raiones de Apsheronsk y Beloréchensk. Contaba con una población en 2010 de 57 289 habitantes y una superficie de 1 755.6 km². Su centro administrativo es Goriachi Kliuch.
El distrito se halla atravesado de sur a norte por varios afluentes del Kubán como el río Psékups, el Marta o el Apchas, sobre las laderas del norte de las vertientes occidental de la cordillera principal del Cáucaso. El 70 % de su territorio está cubierto por bosques. En el sur del distrito se halla el zapovédnik de Goriachi Kliuch.

## Historia
Como resultado de una reforma de la administración en el año 2005, la ciudad de Goriachi Kliuch y los territorios que dependían de su municipio se constituyeron en la unidad municipal ciudad de Goriachi Kliuch.

## División administrativa
| Municipios de tipo urbano | Poblaciones* |
| ------------------------- | --- |
| Ciudad de Goriachi Kliuch | - ciudad Goriachi Kliuch |
| Municipios de tipo rural  | |
| Ókrug rural Bakinski      | - stanitsa Bakínskaya |
| Ókrug rural Bezymianni    | - posiólok Mirni - stanitsa Piatigorskaya - seló Bezymiannoye - seló Fanagoriskoye - seló Jrebtovoye |
| Ókrug rural Imeretinski   | - stanitsa Imerétinskaya |
| Ókrug rural Kutaiski      | - posiólok Kutais - posiólok Kura-Promysel - posiólok Kura-Transportni - posiólok Oktiabrski - posiólok Promyslovi - posiólok Transportni - posiólok Shirokaya Balka - jútor Vesioli - jútor Domiki - jútor Kura-Tsetse |
| Ókrug rural Saratovski    | - stanitsa Sarátovskaya - posiólok Prirechenski - jútor Molkin - jútor Páporotni - jútor Solioni - jútor Sorokin |
| Ókrug rural Suzdalski     | - stanitsa Súzdalskaya - stanitsa Mártanskaya - jútor Krasni Vostok |
| Ókrug rural Chernomorski  | - posiólok Pervomaiski - stanitsa Kutaiskaya - stanitsa Chernomorskaya |

*Los centros administrativos están resaltados en negrita.

## Transporte
El raión es atravesado de sur a norte por la línea ferroviaria Krasnodar-Tuapsé y por la carretera federal M4 Don Moscú-Novorosíisk.